# João Anes
João Anes (o João Eanes), nacido en Tomar en fecha incierta y fallecido en Lisboa el 3 de mayo de 1402 fue el primer Arzobispo de Lisboa. 
Fue nombrado obispo tras el asesinato de su antecesor, Martinho, al cual el pueblo defenestrara durante el cerco de Lisboa de los Castellanos en 1383, por creer que simpatizaba con el enemigo. 
En 1395, por una bula de Bonifacio IX, Lisboa fue elevada de simple obispado a arzobispado, convirtiéndose Eanes en el primer arzobispo de las diócesis de Évora, Algarve, Lamego y Guarda. 
Participó además, en la creación de una nueva parroquia en el término de Lisboa, por el desmembramiento de Sacavém y de Beato: la de Santa Maria dos Olivais. La creación de la nueva freguesia fue sancionada por el papa en 1401.
- Datos: Q6298011
- Multimedia: João Anes / Q6298011